# Alexander Alexandrowitsch Jewtuschenko
Alexander Alexandrowitsch Jewtuschenko (russisch Александр Александрович Евтушенко, englisch Alexander Evtushenko; * 30. Juni 1993 in Maikop, Adygeja) ist ein ehemaliger russischer Radsportler, der auf Straße und Bahn aktiv war.

## Sportliche Laufbahn
2013 sowie 2014 wurde Alexander Jewtuschenko russischer Meister im Einzelzeitfahren in der Klasse U23. Bei den Bahn-Europameisterschaften des Nachwuchses errang er 2013 die Silbermedaille in der Einerverfolgung. 2014 wurde er Dritter der europäischen Meisterschaft (U23) im Einzelzeitfahren auf der Straße und bei den Europameisterschaften der Elite auf der Bahn Vize-Europameister in der Einerverfolgung. 2018 errang er bei den UCI-Bahn-Weltmeisterschaften die Bronzemedaille in der Einerverfolgung. Bei den UEC-Bahn-Europameisterschaften 2020 wurde er gemeinsam mit Alexander Dubtschenko, Lew Gonow und Nikita Bersenew Europameister in der Mannschaftsverfolgung.

## Doping
Im September 2022 hob das National Center of Sport Arbitration (NCSA) die Entscheidung der Russischen Anti-Doping-Agentur (RUSADA) auf, die Alexander Jewtuschenko eines Verstoßes gegen die Anti-Doping-Bestimmungen für nicht schuldig befunden hatte. Er stand im Verdacht, gegen die russischen Anti-Doping-Bestimmungen verstoßen zu haben, indem er seine Aufenthaltsorte nicht angegeben hatte. Das NCSA hob die Entscheidung des Anti-Doping-Disziplinarausschusses der RUSADA vom 18. November 2021 auf und verhängte gegen den Athleten eine 14-monatige Sperre vom 20. Januar 2021 bis zum 19. März 2022, wobei die Ergebnisse während dieses Zeitraums annulliert wurden.

## Erfolge

### Straße
2013
- Russischer Meister – Einzelzeitfahren (U23)

2014
- eine Etappe Grand Prix of Sochi (EZF)
- Russischer Meister – Einzelzeitfahren (U23)
- Europameisterschaft – Einzelzeitfahren (U23)

2015
- Russischer Meister – Einzelzeitfahren (U23)

2017
- eine Etappe Vuelta a Castilla y León
- eine Etappe Volta Cova da Beira

2018
- Bergwertung Volta ao Alentejo
- Giro del Medio Brenta

2021
- Prolog Five Rings of Moscow

### Bahn
2013
- U23-Europameisterschaft – Einerverfolgung

2014
- U23-Europameister – Mannschaftsverfolgung (U23) mit Alexander Grigorjew, Wiktor Manakow und Andrei Sasanow
- Europameisterschaft – Einerverfolgung

2017
- Europameisterschaft – Mannschaftsverfolgung (mit Mamyr Stasch, Dmitri Sokolow und Alexei Kurbatow)
- Russischer Meister – Mannschaftsverfolgung (mit Mamyr Stasch, Dmitri Sokolow und Sergei Schilow)

2018
- Weltmeisterschaft – Einerverfolgung
- Russischer Meister – Einerverfolgung, Mannschaftsverfolgung (mit Gleb Syriza, Iwan Smirnow und Lew Gonow)

2019
- Russischer Meister – Einerverfolgung

2020
- Europameister – Mannschaftsverfolgung (mit Alexander Dubtschenko, Lew Gonow und Nikita Bersenew)